# Liste der Biografien/Bono
Liste der Biografien |
Portal Biografien |
Personensuche
# |
A |
B |
C |
D |
E |
F |
G |
H |
I |
J |
K |
L |
M |
N |
O |
P |
Q |
R |
S |
T |
U |
V |
W |
X |
Y |
Z |
?
 
Ba |
Be |
Bd |
Bg |
Bh |
Bi |
Bj |
Bl |
Bm |
Bn |
Bo |
Br |
Bs |
Bu |
Bw |
By |
Bz
 
Boa–Boc |
Bod |
Boe |
Bof |
Bog |
Boh |
Boi–Bok |
Bol |
Bom |
Bon |
Boo |
Bop |
Boq |
Bor |
Bos |
Bot |
Bou |
Bov–Boz
 
Bona |
Bonc |
Bond |
Bone |
Bonf |
Bong |
Bonh |
Boni |
Bonj |
Bonk |
Bonl |
Bonm |
Bonn |
Bono |
Bonp |
Bonq |
Bonr |
Bons |
Bont |
Bonu |
Bonv |
Bonw |
Bonx |
Bony |
Bonz
Die Liste der Biografien führt alle Personen auf, die in der deutschsprachigen Wikipedia einen Artikel haben. Dieses ist eine Teilliste mit 67 Einträgen von Personen, deren Namen mit den Buchstaben „Bono“ beginnt.

## Bono
- Bono (* 1960), irischer Sänger und Musiker (U2)Bono (* 1960)

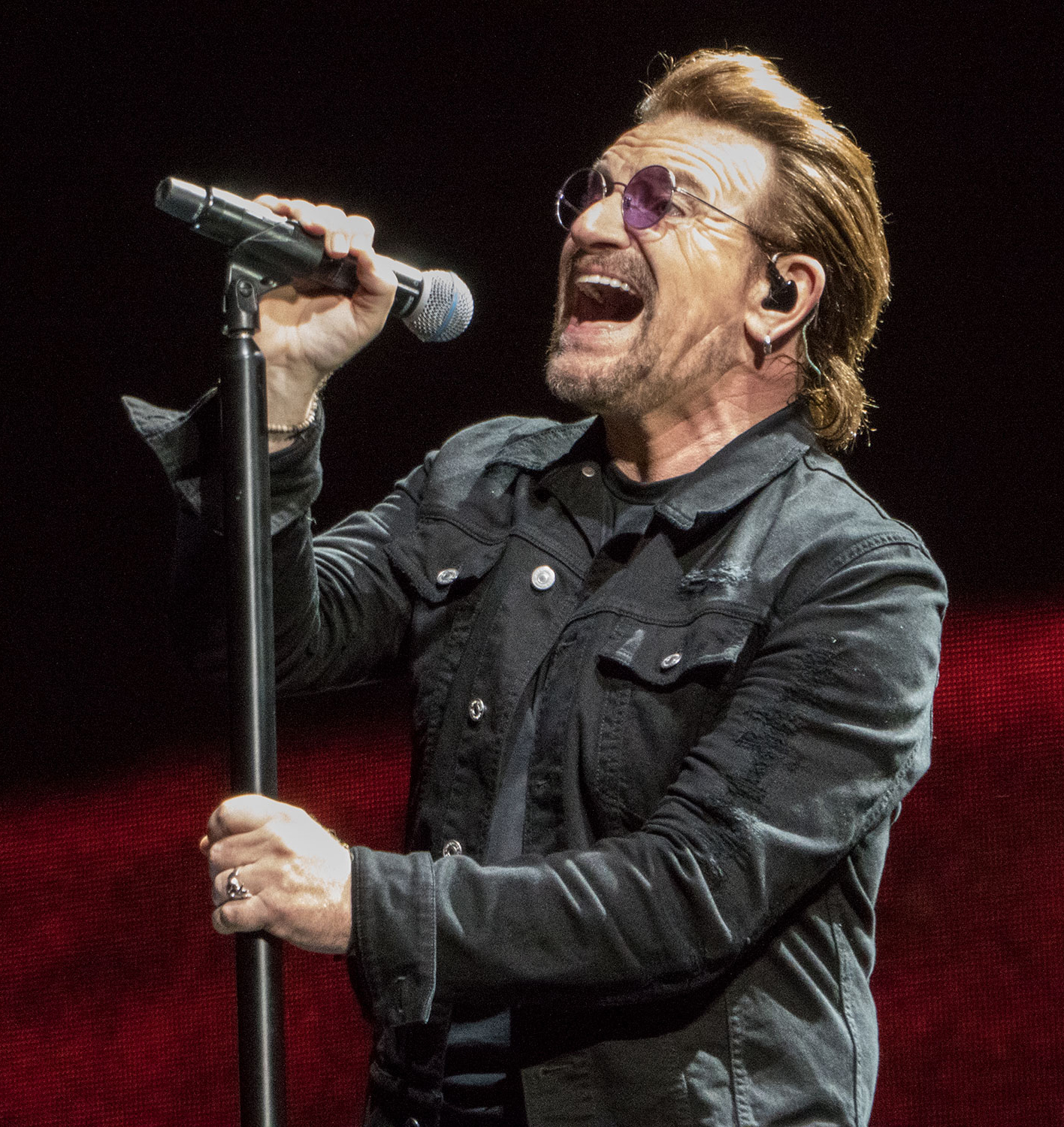
Bono (* 1960)

- Bono (* 1991), marokkanisch-kanadischer Fußballtorhüter
- Bono da Ferrara, italienischer Maler der Spätgotik und Frührenaissance
- Bono Mack, Mary (* 1961), amerikanische Politikerin
- Bono Martínez, José (* 1950), spanischer Politiker der Partido Socialista Obrero Español (PSOE)
- Bono, Alain (* 1983), kamerunischer Fußballspieler
- Bono, Carolina (* 2000), argentinische Handballspielerin
- Bono, Chaz (* 1969), US-amerikanischer Schauspieler sowie als Transmann Aktivist der Lesben- und Schwulenbewegung
- Bono, Edward de (1933–2021), maltesischer Mediziner, Kognitionswissenschaftler und Schriftsteller
- Bono, Ernesto (1936–2018), italienischer Radrennfahrer
- Bono, Guy (* 1953), französischer Politiker (Parti socialiste), MdEP
- Bono, Laura (* 1979), italienische Musikerin und Komponistin
- Bono, Maria Laura (* 1967), österreichische Sozialwissenschaftlerin
- Bono, Matteo (* 1983), italienischer Radrennfahrer
- Bono, Nicolás (* 1997), argentinischer Handballspieler
- Bono, Oliver (* 1966), Schweizer Fernsehmoderator
- Bono, Philippe (1909–1986), französischer Radrennfahrer
- Bono, Sonny (1935–1998), US-amerikanischer Sänger, Schauspieler und PolitikerSonny Bono (1935–1998)

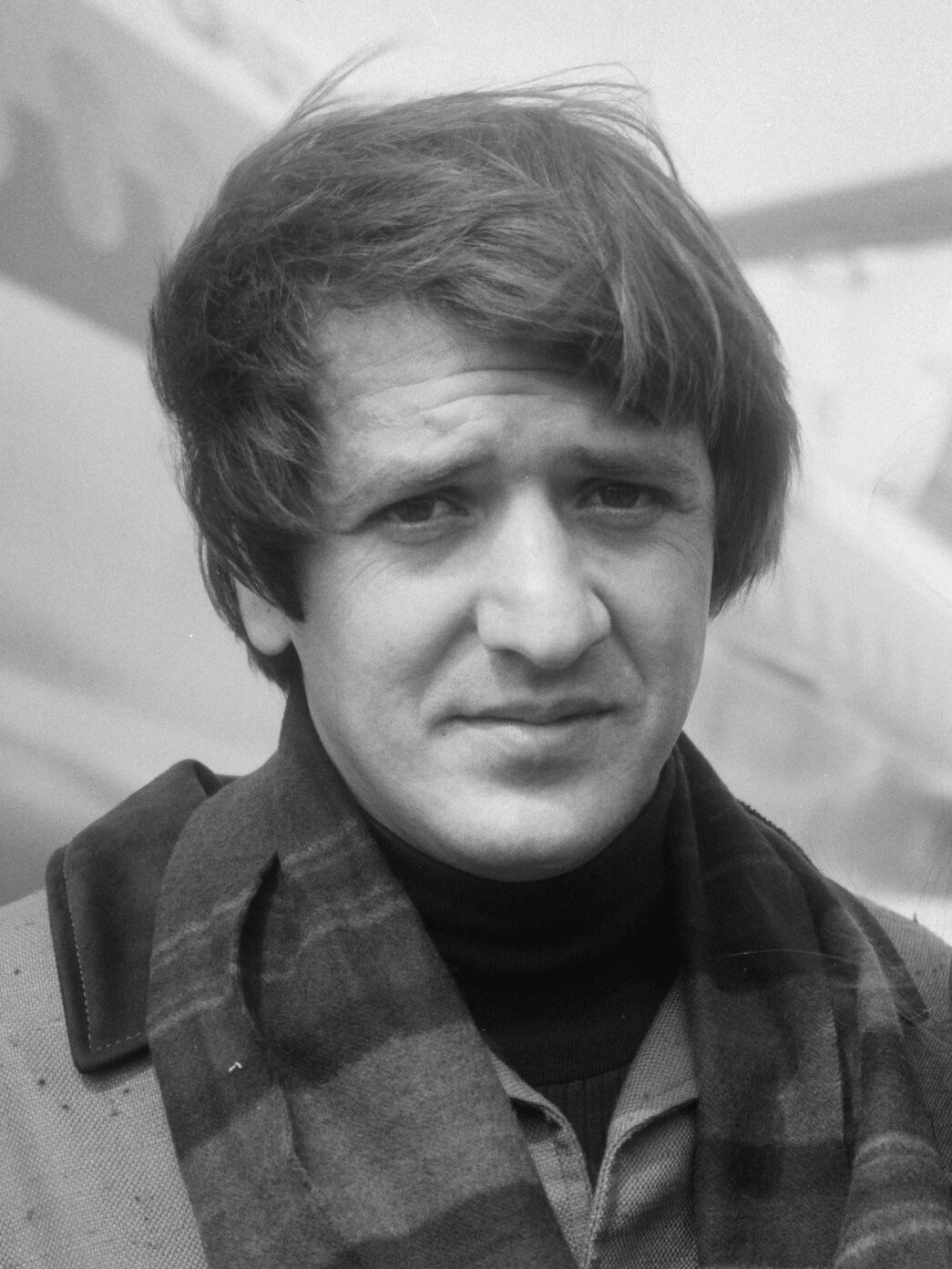
Sonny Bono (1935–1998)

### Bonob
- Bonobo (* 1976), englischer Produzent, Komponist, Musiker und DJ

### Bonof
- Bonoff, Karla (* 1951), US-amerikanische Singer-Songwriterin
- Bonoff, Terri (* 1957), US-amerikanischer Politiker

### Bonol
- Bonola, Bárbara (* 1987), mexikanische Triathletin
- Bonola, Roberto (1874–1911), italienischer Mathematikhistoriker
- Bönold, Otto (* 1883), deutscher Pädagoge
- Bonoli, Omero (1909–1985), italienischer Turner
- Bonolis, Paolo (* 1961), italienischer Showmaster

### Bonom
- Bonomelli, Geremia (1831–1914), italienischer Geistlicher, Bischof von Cremona, Mitglied des Ritterordens vom Heiligen Grab zu Jerusalem
- Bonomi, Beniamino (* 1968), italienischer Kanute
- Bonomi, Eduardo (1948–2022), uruguayischer Politiker
- Bonomi, Eugen von (1908–1979), deutscher Gymnasiallehrer und Volkskundler der Donauschwaben
- Bonomi, Giosuè (* 1978), italienischer Radrennfahrer
- Bonomi, Giovanni Francesco (1536–1587), italienischer Geistlicher, Bischof und Apostolischer Nuntius der römisch-katholischen Kirche
- Bonomi, Gisella (* 2000), argentinische Beachhandballspielerin
- Bonomi, Ivanoe (1873–1951), italienischer Politiker und Ministerpräsident
- Bonomi, Joseph der Ältere (1739–1808), britischer Architekt italienischer Herkunft
- Bonomi, Joseph der Jüngere (1796–1878), englischer Zeichner, Ägyptologe und Museumskurator
- Bonomi, Roberto (1919–1992), argentinischer Autorennfahrer
- Bonomini, Felice (1895–1974), römisch-katholischer Bischof von Terni-Narni-Amelia, Bischof von Como
- Bonomo, Can (* 1987), türkischer SängerCan Bonomo (* 1987)

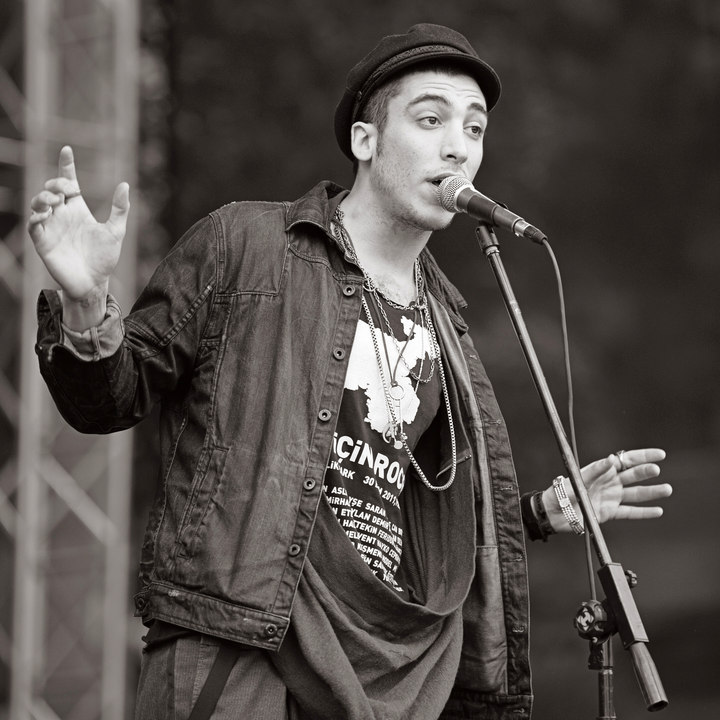
Can Bonomo (* 1987)

- Bonomo, Giovanni Cosimo (1666–1696), italienischer Mediziner
- Bonomo, Johanna Maria (1606–1670), römisch-katholische Äbtissin und Mystikerin
- Bonomo, Justin (* 1985), US-amerikanischer Pokerspieler
- Bonomo, Mario (1912–1983), italienischer Skispringer
- Bonomo, Pietro (1458–1546), italienischer Humanist, Politiker, Bischof von Triest, Bischof von Wien
- Bonomo, Stefano (* 1993), US-amerikanisch-italienischer Fußballspieler

### Bonon
- Bononcini, Antonio Maria (1677–1726), italienischer Komponist
- Bononcini, Giovanni (1670–1747), italienischer Cellist und Komponist
- Bononcini, Giovanni Maria († 1678), italienischer Violinist, Komponist und Domkapellmeister
- Bononcini, Giovanni Maria Angelo (1678–1753), italienischer Geiger, Cellist, Posaunist, Organist und Komponist
- Bonone, Carlo († 1632), italienischer Maler und Architekt des Manierismus

### Bonor
- Bonora, Alessandra (* 2000), italienische Leichtathletin
- Bonora, Ettore (1915–1998), italienischer Romanist, Italianist und Französist
- Bonora, Lázaro (* 2001), argentinischer Leichtathlet
- Bonora, Nella Maria (1904–1990), italienische Schauspielerin, Autorin und Synchronsprecherin
- Bonora, Rodrigo (* 1995), uruguayischer Fußballspieler
- Bonorand, Conradin (1914–1996), Schweizer reformierter Pfarrer und Historiker
- Bonorand, Johann Conrad (1651–1719), Schweizer reformierter Pfarrer
- Bonorand, Philipp (* 1980), Schweizer Unternehmer und Fussballfunktionär

### Bonos
- Bonos, Luigi (1910–2000), italienischer Schauspieler
- Bonosus († 281), römischer Usurpator (Gegenkaiser)
- Bonosus, spätantiker Märtyrer
- Bonosus von Trier, Bischof von Trier
- Bonosus, Sallustius, römischer Konsul 344

### Bonow
- Bonow, Cord, römisch-katholischer Geistlicher
- Bonow, Eckhard (* 1956), deutscher Fußballspieler
- Bonow, Tilo (* 1980), deutscher Investor und Unternehmer
- Bonowicz, Wojciech (* 1967), polnischer Dichter und Publizist